# ペドロ・アキノ
ペドロ・ヘスス・アキノ・サンチェス（Pedro Jesús Aquino Sánchez, 1995年4月13日 - ）は、ペルー・リマ出身の同国代表サッカー選手。サントス・ラグナ所属。ポジションはMF（守備的ミッドフィールダー）。

## 経歴

### クラブ
スポルティング・クリスタルに所属していた2013年6月2日、シエンシアーノ戦でデビューした。2017年、リーガMXのCFモンテレイに移籍し、すぐにロボス・デ・ラ・BUAPにレンタル移籍した。2017年7月22日、リーガMXのサントス・ラグナ戦で移籍後初出場。2018-19シーズンよりクラブ・レオンへ3年契約で移籍。2020年末に本人の希望によりクラブを退団した。2021年1月より、サンティアゴ・ソラーリ率いるクラブ・アメリカと4年契約を締結した。

### 代表
2016年9月1日、2018 FIFAワールドカップ・南米予選のボリビア戦で代表デビュー。
2018 FIFAワールドカップに出場するペルー代表の本大会メンバーに選出された。

## 代表歴

### 出場大会
- ペルー代表
  - 2018 FIFAワールドカップ

### 試合数
- 国際Aマッチ 45試合 3得点（2016年-）[10]

| ペルー代表 | 国際Aマッチ | 国際Aマッチ |
| 年         | 出場        | 得点        |
| ---------- | ----------- | ----------- |
| 2016       | 3           | 0           |
| 2017       | 7           | 0           |
| 2018       | 12          | 3           |
| 2019       | 3           | 0           |
| 2020       | 4           | 0           |
| 2021       | 6           | 0           |
| 2022       | 4           | 0           |
| 2023       | 6           | 0           |
| 通算       | 45          | 3           |

## タイトル
クラブ・レオン
- リーガMX : トルネオ・グアルディアネス2020